# Lu Edmonds
Robert David Edmunds, detto Lu (Welwyn Garden City, 9 settembre 1957), è un musicista rock e folk britannico.
Edmunds ha suonato nei Public Image Ltd, The Damned e nei The Mekons così come nelle tracce dei Shriekback, Billy Bragg, e Kirsty MacColl. Ha anche suonato diversi strumenti nel gruppo 3 Mustaphas 3 sotto lo pseudonimo Uncle Patrel Mustapha Bin Mustapha. Edmunds suona la chitarra, basso, tastiera bass-pulur, bozok, bouzouk, saz, Cümbüş, flauto Norvegese, tüngür, batteria e Cornamusa.